# Universidad de KwaZulu-Natal
La Universidad de KwaZulu-Natal (en inglés,  University of KwaZulu-Natal, en afrikáans,  Universiteit van KwaZulu-Natal) es una universidad sudafricana ubicada en la provincia de KwaZulu-Natal, con sedes en Durban, Westville, Pinetown y Pietermaritzburg. Proviene de la fusión de las universidades de Natal y Durban-Westville, ocurrida el 1 de enero del 2004.
- Datos: Q727516
- Multimedia: University of KwaZulu-Natal / Q727516